# ジェームズ・R・ワッソン
ジェームズ・R・ワッソン（英: James Robert Wasson、1847年1月11日 - 1923年2月17日）は、明治時代にお雇い外国人として来日したアメリカ合衆国の測量技師である。台湾出兵で功績があったとして、1875年に勲四等旭日小綬章受章。

## 経歴・人物
オハイオ州の生まれ。ウェストポイントの陸軍士官学校出身。同級生に第18代大統領ユリシーズ・グラントの息子のen:Frederick Dent Grantがいる。開拓使の招聘で来日し、開拓使仮学校（後の北海道大学）で数学・英語の講師をした後、ホーレス・ケプロンからの助言に基づく計画の一環で、A・G・ワーフィールドの後継者として1873年に開拓使測量長となった。
勇払地方を中心に北海道各地で三角測量を使った地質調査をアメリカ海軍大尉のモルレー・S・デー、荒井郁之助、福士成豊らと共に行い、道内における地質測量の向上に携わった。これを基に「北海道石狩川圖」が作成され、ワッソンが去った後さらなる測量を加えて1875年12月に「北海道実測図」が刊行された。これらの測量は日本における本格的な三角測量による地図作成の先駆けとなるものである。またこの測量は「札幌本道」の建設とも関連している。その後、陸軍省に雇われ、1877年（明治10年）に帰国するまで東京開成学校（現在の東京大学）で土木工学の教鞭を執った。「高等数学」を担当し、「微分」の教科書としてAlbert E. Churchの”Elements of the Differential and Integral Calculus. Revised Edition, Containing the Elements of the Calculus of Variations”を用いた。後任はウィンフィールド・スコット・チャプリン。
1923年、アイオワ州のマーシャルタウンにあるIowa Soldiers’ Home（現Iowa Veterans Home）で死去。